# Sycoscapter cadenati
Sycoscapter cadenati är en stekelart som först beskrevs av Jean Risbec 1951.  Sycoscapter cadenati ingår i släktet Sycoscapter och familjen fikonsteklar. Inga underarter finns listade i Catalogue of Life.